# Kraftwerk Braunau-Simbach
Das Kraftwerk Braunau-Simbach ist ein Laufwasserkraftwerk am unteren Inn, das von der Grenzkraftwerke GmbH (GKW) betrieben wird. Eigentümer des Kraftwerks ist die Österreichisch-Bayerische Kraftwerke AG (ÖBK). Das Kraftwerk befindet sich auf dem Gebiet der Gemeinden Kirchdorf (Niederbayern) und Braunau am Inn (Oberösterreich). Es ist die erste Staustufe am unteren Inn nach der Mündung der Salzach in den Inn.

## Geschichte
Erste Überlegungen, die Wasserkraft des Inns zur Gewinnung von Elektrizität zu nutzen, gehen bis auf das Jahr 1908 zurück. 1938 legte die Siemens-Schuckertwerke AG einen Rahmenplan vor, der für die weitere Entwicklung maßgeblich war. Die Lage der fünf Staustufen am unteren Inn, wie sie während und nach dem Zweiten Weltkrieg verwirklicht wurden, folgt im Prinzip diesem Rahmenplan von 1938.
Mit dem Beginn der Errichtung der Aluminiumhütte Ranshofen im Juli 1938 wurde die Innwerk AG beauftragt, die Kraftwerke Ering-Frauenstein und Egglfing-Obernberg gemäß dem Rahmenplan von 1938 zur Stromversorgung des Aluminiumwerkes zu errichten. Diese Kraftwerke gingen 1942 bzw. 1944 in Betrieb. Der 1942 begonnene Bau des Kraftwerks Braunau-Simbach wurde dagegen nach einigen Monaten eingestellt.
Am 16. Oktober 1950 wurde durch ein Regierungsübereinkommen zwischen Österreich und Bayern die ÖBK mit dem Ziel gegründet, die Wasserkraft am unteren Inn weiter auszubauen. Ein halbes Jahr nach Unterzeichnung des Abkommens wurde mit dem Bau der Staustufe Braunau-Simbach als erstem Kraftwerk der ÖBK begonnen, wobei die bereits während des Krieges getätigten Vorleistungen genutzt wurden. Das Kraftwerk wurde 1954 fertiggestellt.

## Konstruktion
Das Kraftwerk besteht aus einer Wehranlage mit fünf Wehrfeldern, einem Trennpfeiler sowie einem Krafthaus mit vier Turbinen und den vier zugehörigen Generatoren.
Die fünf Wehröffnungen sind auf der bayerischen Seite des Inns angeordnet. Jede der fünf Öffnungen ist 23 m breit und jeder der vier dazwischenliegenden Pfeiler misst in der Breite 6 m, d. h. die gesamte Wehrbreite beträgt 139 m. Das Stauziel liegt bei 349 m ü. NN. Die Abmessungen entsprechen dabei denen der Kraftwerke Schärding-Neuhaus und Passau-Ingling.
Wie die übrigen Kraftwerke am unteren Inn verfügt auch die Staustufe Braunau-Simbach über keine Schleuse.

## Elektrotechnische Anlagen
Die Stromerzeugung erfolgt durch vier Kaplan-Turbinen mit vertikaler Welle und jeweils max. 24,0 MW Leistung sowie vier direkt gekuppelten Drehstrom-Synchrongeneratoren, die in einem Maschinenhaus untergebracht sind. Das Maschinenhaus befindet sich auf der österreichischen Seite des Inns. Das Polrad eines Generators wiegt 160 t, der Stator wiegt 90 t.
In der Schaltanlage wird die Generatorspannung von 10,5 kV mittels Maschinentransformatoren auf 110 kV hochgespannt. Die Schaltanlage befindet sich auf der österreichischen Seite.

## Errichtungskosten
Die Gesamtkosten der Errichtung der Staustufe betrugen 116,5 Mio. DM. Die Kosten sind dabei wie folgt angefallen:
|                            | Mio.  | %     |
| -------------------------- | ----- | ----- |
| Grunderwerb                | 2,1   | 1,8   |
| Projektierung              | 2,2   | 1,9   |
| Bauleitung                 | 1,7   | 1,5   |
| Baukosten im Stufenbereich | 27,9  | 24,0  |
| Baukosten im Rückstauraum  | 31,9  | 27,4  |
| Ufersicherungen unterstrom | 1,7   | 1,4   |
| Maschinelle Ausrüstung     | 26,7  | 22,9  |
| Elektrische Ausrüstung     | 16,7  | 14,3  |
| Werkssiedlungen            | 1,0   | 0,8   |
| Zinsen                     | 4,6   | 4,0   |
|                            | 116,5 | 100,0 |